# Наслідування у поведінці
Наслідування у поведінці — повторення одним індивідом (людиною або твариною) зразків поведінки іншого.
Відтворення чужих дій може мати різні причини й особливості. На ранній стадії розвитку психології наслідування вважалося природженою властивістю, а не такою, що виникає в процесі навчання. Так, Ч. Дарвін і У. Джемс без жодних пояснень говорили про природне, або «інстинктивне», наслідування. Часто наводилися такі приклади: відтворення дитиною звуків мови дорослого; здатність горобця, що виріс разом із канарейкою, видавати звуки, схожі на її спів; звуконаслідування властиве папугам тощо. Багато психологів підкреслюють важливість навчення через наслідування в процесі розвитку дитини і дитинчат тварин, проте спроби лабораторних вимірювань чисто імітаційного навчення не дають надійних результатів[джерело не вказане 2269 днів]. З одного боку, щоб мати нагоду наслідувати, тварина повинна одержати зовнішній слуховий або зоровий приклад для наслідування і добитися відповідності йому за допомогою певного набору своїх власних моторних інструкцій. З іншого боку, той факт, що імітаційна поведінка може бути наслідком навчання, не викликає сумнівів. Навчання засноване на підкріпленні або, інакше кажучи, на отриманні винагороди. Внаслідок матеріального або соціального заохочення і людина, і тварини вчаться наслідувати, тобто повторювати за «лідером» те, що він зробив або робить. Для підлітків і дорослих копіювання одягу, зачіски, манери мови відомої людини може бути способом добитися привабливості й успіху в соціальній сфері. Імітаційна поведінка може бути несвідомою, виражаючись, наприклад, у мимовільному наслідуванні манер іншої людини; вона може бути і надмірною, як у випадку ідентифікації, тобто ототожнення себе з кимось, коли людина наслідує свого героя настільки повно, що відмовляється від незалежних дій і власних думок. У таких випадках наслідування саме по собі не є пояснювальним принципом (як вважали перші соціальні психологи, зокрема, Ж. Тард і Е. Росс), швидше, саме наслідування вимагає пояснення в термінах навчання.